# Lucas Rive (kok)
Lucas Johannes Rive (Hoorn, 3 april 1962 – aldaar, 25 december 2019) was een Nederlands chef-kok. Van 1985 tot 2012 was hij chef-kok bij restaurant De Bokkedoorns in Overveen dat onder hem twee Michelinsterren behaalde. In oktober 2012 nam hij na 26 jaar afscheid van het restaurant omdat hij voor zichzelf wilde gaan beginnen. 
In de zomer van 2013 openden Lucas en zijn vrouw Deborah restaurant Lucas Rive in Hoorn. In slechts vijf maanden tijd wist hij met dit nieuwe restaurant zijn eerste Michelinster te behalen.
Eerder werkte hij in De Oude Rosmolen, restaurant La Rive van het Amstel Hotel en de Kersentuin onder restaurateur Joop Braakhekke en chef-kok Jon Sistermans, tevens zijn grootste leermeester. Daarna nam eigenaar John Beeren hem aan in De Bokkedoorns. In december 2010 trad hij toe tot het Gilde van SVH-meesterkoks. 
Rive was getrouwd en had drie kinderen. Hij woonde in zijn geboorteplaats Hoorn. Rive overleed na een kort ziekbed. Na zijn overlijden heeft zijn vrouw het restaurant, tot juni 2021, samen met een dochter voortgezet.
- Library of Congress Control Number: no2023109814
- Virtual International Authority File: 48169818404920171452